# Douglas McGrath
Douglas McGrath (* 1958 in Midland, Texas; † 3. November 2022 in New York City) war ein US-amerikanischer Drehbuchautor, Filmregisseur und Schauspieler.

## Leben
Douglas McGrath wurde 1958 in Midland, Texas geboren. Er besuchte die Trinity School of Midland, die Choate School und die Princeton University.
McGrath begann seine Karriere als Drehbuchautor für Saturday Night Live zu Beginn der 1980er Jahre. 1989 war er an einer Folge der Serie L.A. Law – Staranwälte, Tricks, Prozesse beteiligt, danach folgten die Drehbücher zu Blondinen küßt man nicht (1993) und Bullets Over Broadway (1994). Für letzteres wurde er zusammen mit Woody Allen 1995 für den Oscar in der Kategorie Bestes Originaldrehbuch nominiert. Seit den 1990er Jahren ist McGrath in kleineren Rollen auch als Schauspieler aktiv. So war er u. a. 1998 in Happiness zu sehen.
Im Jahr 1996 gab er mit Emma sein Debüt als Regisseur. Es folgten vier weitere Spielfilme, für die er auch das Drehbuch verfasste. Eine Ausnahme hierbei ist Der ganz normale Wahnsinn – Working Mum (2011). Mit His Way inszenierte er zudem eine Dokumentation für das Fernsehen.
McGrath starb am 3. November 2022 im Alter von 64 Jahren in New York City.

## Filmografie (Auswahl)
als Regisseur
- 1996: Emma
- 2001: Cuba Libre – Dümmer als die CIA erlaubt! (Company Man)
- 2002: Nicholas Nickleby
- 2006: Kaltes Blut – Auf den Spuren von Truman Capote (Infamous)
- 2011: Der ganz normale Wahnsinn – Working Mum (I Don’t Know How She Does It)
- 2016: Becoming Mike Nichols (Dokumentarfilm)

als Drehbuchautor
- 1993: Blondinen küßt man nicht (Born Yesterday)
- 1994: Bullets Over Broadway
- 1996: Emma
- 2001: Cuba Libre – Dümmer als die CIA erlaubt! (Company Man)
- 2002: Nicholas Nickleby
- 2006: Kaltes Blut – Auf den Spuren von Truman Capote (Infamous)

als Schauspieler
- 1994: Quiz Show
- 1996: Seitensprung in Manhattan (The Daytrippers)
- 1998: Celebrity – Schön. Reich. Berühmt. (Celebrity)
- 1998: Happiness
- 1999: Insider (The Insider)
- 2000: Cuba libre – Dümmer als die CIA erlaubt (Company Man)
- 2000: Schmalspurganoven (Small Time Crooks)
- 2002: Hollywood Ending
- 2007: Michael Clayton
- 2009: Solitary Man
- 2015–2016: Girls (Fernsehserie, 4 Episoden)
- 2020: Rifkin’s Festival